# 卡萨塞卡德坎佩亚恩
卡萨塞卡德坎佩亚恩，是西班牙卡斯蒂利亚-莱昂萨莫拉省的一个市镇。 总面积12平方公里，总人口142人（2001年），人口密度12人/平方公里。